# Aloinopsis
Genre
Classification phylogénétique
Aloinopsis Schwantes est un genre de plante dicotylédone de la famille des Aizoaceae, originaire d'Afrique australe.
Le terme Aloinopsis signifie « ressemblant à une Aloe » en référence à l'aspect de minuscule aloès de certains membres du genre. 

## Protologue et Type nomenclatural
Aloinopsis Schwantes, in Z. Sukkulentenk. 2: 177 (1926)
Type : Aloinopsis aloides (Haw.) Schwantes (Mesembryanthemum aloides Haw.) ; Lectotypus [Bullock, in Kew Bull. : 156 (1938)]

## Caractères généraux
Les membres du genre Aloinopsis sont des plantes vivaces miniatures, mimétiques, en touffe serrée ramifiée à la base, aux racines tubéreuses, d'aspect assez divers,,,.
- Phyllotaxie : opposée-décussée ; entrenœuds courts, non visibles.

- Feuilles : succulentes ; spatulées ou lancéolées, à extrémité souvent renflée en massue, à carène peu ou pas marquée ; épiderme plus ou moins texturé et irrégulièrement verruqueux, parfois pubescent ; coloris variable.

- Fleurs : solitaires ; taille moyenne ; odorante (odeur de miel) ; 5-6 sépales ; pétaloïdes en 2 ou 3 cycles, de jaune à rose, avec parfois une ligne médiane sombre ; staminode absents ; cycle nectarien présent ; androcée conique ou en faisceau, base des filets papileuse ; gynécée de 6 à 14 loges ; placentation pariètale.

- Fruit : capsule à dessus plat ou légèrement convexe ; valves à carènes parfois discrètement pileuses ; loges complètement couvertes, sans tubercules obturateurs.

- Période de floraison : fin de l'hiver et début du printemps. Les fleurs s'ouvrent en fin d'après-midi.

_______
Nb : Le genre Aloinopsis est morphologiquement assez proche de Nananthus N.E.Br. , dont il se distingue essentiellement par ses graines ovées (à faces plates chez Nananthus) et de Titanopsis Schwantes dont il se distingue par ses pétales souvent marqués d'une ligne médiane (toujours absente chez Titanopsis). D'ailleurs, les croisements intergénériques sont possibles.

## Écologie et habitat
- Typologie : chamaephyte ; xérophyte.
- Habitat : zones rocheuses[2].
- Altitude : ?

## Distribution
- Afrique du Sud :
Aire disjointe en deux parties :
  - (1) Great Karoo et Little Karoo[2] :
    - Western Cape
    - ouest de l'Eastern Cape
    - sud du Northern Cape

  - (2) Northern Cape[2]
    - nord-est sud du Northern Cape (Aloinopsis orpenii)

## Mise en culture
Les membres du genre Aloinopsis sont de culture plutôt facile en situation très lumineuse. Ils sont néanmoins facilement attaqués par les tétranyques et les cochenilles farineuses et leurs racines tubérisées sont assez sensibles à la pourriture,.

## Liste des espèces
- Aloinopsis acuta L.Bolus
- Aloinopsis albinota Schwantes
- Aloinopsis albipuncta Schwantes
- Aloinopsis aloides Schwantes
- Aloinopsis broomii L.Bolus
- Aloinopsis cibdela Schwantes
- Aloinopsis crassipes L.Bolus
- Aloinopsis dyeri L.Bolus
- Aloinopsis gerstneri L.Bolus
- Aloinopsis hilmari (L.Bolus) L.Bolus
- Aloinopsis jamesii L.Bolus
- Aloinopsis lodewykii L.Bolus
- Aloinopsis loganii L.Bolus
- Aloinopsis luckhoffii (L.Bolus) L.Bolus
- Aloinopsis malherbei (L.Bolus) L.Bolus
- Aloinopsis orpenii L.Bolus
- Aloinopsis pallens L.Bolus
- Aloinopsis peersii L.Bolus
- Aloinopsis rosulata Schwantes
- Aloinopsis rubrolineata Schwantes
- Aloinopsis schooneesii L.Bolus
- Aloinopsis setifera (L.Bolus) L.Bolus
- Aloinopsis spathulata (Thunb.) L.Bolus
- Aloinopsis thudichumii L.Bolus
- Aloinopsis transvaalensis Schwantes
- Aloinopsis villetii (L.Bolus) L.Bolus
- Aloinopsis vittata Schwantes
- Aloinopsis wilmaniae L.Bolus